# Profetas y Frenéticos
Profetas y Frenéticos es un grupo de rockabilly chileno que surge en los años 1990. Su líder, vocalista y guitarrista es Claudio Narea, exintegrante del grupo chileno Los Prisioneros, del que se marginó a principios de 1990. Los otros integrantes eran su hermano, Jorge Narea Guajardo, que tocaba el teclado, los hermanos Luis González en la voz y Dagoberto González en el bajo y Juan Pablo Rojas en la batería.
En 2013, Claudio Narea anunció el regreso del grupo con el ingreso de su hijo, Juan Pablo Narea, a cargo de los teclados.

## Historia
El grupo fue fundado por Claudio Narea tras su salida de Los Prisioneros en 1990, por diferencias artísticas y personales con Jorge González. Después de ello, un grupo de amigos le propuso formar un grupo, con el cual tocaban covers de Elvis Presley y los Ramones.
Narea comenzó a componer nuevos temas, y el primero fue "Profeta y frenético", que dio nombre al grupo. En agosto de 1990, el grupo debutó en la Casa Constitución.
En 1991, se editó el primer disco del grupo, Profetas y Frenéticos. Editado por la discográfica Alerce, el disco contenía 12 temas más dos temas extras. Todos los temas fueron compuestos por Claudio Narea, excepto "Seguir por donde voy", que fue compuesto en colaboración con Juan Pablo Rojas. Del disco destacaron los temas "Profeta y frenético" y "¡Muévete, retuércete!".
Un año después, en 1992, se lanzó Nuevo orden. También fue editado por Alerce; sin embargo, el éxito de este trabajo fue inferior al anterior. El disco contenía 10 temas, de los cuales dos habían sido incluidos como extra en Profetas y frenéticos: "Wipe out" y "Cuando toco mi trompeta". Todos los temas fueron compuestos por Claudio Narea, excepto "De libertad", compuesto por todo el grupo, "Morir y vivir en Santiago", compuesto por Claudio "Claxon" Bravo y "Wipe out", un cover de la canción del grupo The Surfaris. Años después, en su libro "Los Prisioneros: Biografía de una amistad", Narea calificó este disco como un trabajo "sin ideas ni nuevas canciones".
Después de este trabajo, el grupo se disolvió en 1996. Si bien habían conseguido un éxito moderado con su primer trabajo, la recepción de Nuevo orden y la difícil situación personal y económica de Narea en aquel entonces condujo a la disolución del grupo.
Su primer disco, Profetas y frenéticos fue reeditado en 2004, ofreciendo una mejor calidad de sonido. Cuatro años después, en 2008, el grupo se reunió; dio algunos conciertos y tocaron en la Cumbre del Rock Chileno II.
La canción más conocida y exitosa del grupo fue "¡Múevete, retuércete!", su primer sencillo. Ese tema fue homenajeado por la banda chilena Sinergia en el EP Canciones de cuando éramos colegiales, editado el 2005.

### Reunión (2013 - 2017)
En 2013, el grupo se reunió para realizar una serie de conciertos a lo largo de todo Chile. El primero de ellos se realizó en el bar "Ópera Catedral" en Santiago de Chile. Le siguieron fechas en el Monticello Grand Casino y Elebar de Valparaíso.
El año 2017, 25 años después de su segundo disco, se lanzó el disco Conga!, primer trabajo discográfico del grupo desde 1992. El disco fue editado por la discográfica Thabang. Incluyó 12 canciones: 5 temas nuevos y 7 canciones de su primer disco.
Desde entonces, aunque la banda se encuentra oficialmente inactiva, Claudio Narea y Luis González (Lucho Profeta) se reúnen para ofrecer conciertos de forma esporádica.

## Integrantes
- Claudio Narea, guitarra (1991 - 1996) (2013-).
- Luis González, voz (1991) (2013-).
- Juan Pablo Rojas, batería (1991 - 1996) (2013-).
- Dagoberto González, bajo (1991 - 1992).
- Jorge Narea, teclado (1991 - 1996).
- Claudio "Klein" Guzmán, bajo (1993 - 1996) (2013-).
- Claudio "Claxon" Bravo, voz y guitarra (1992 - 1995).
- Pablo Cerda, guitarra (1993 - 1996).
- Fernando Otarola, teclados (1996).
- Juan Pablo Narea, teclados (2013-).

## Discografía

### Discos de estudio
- 1991 - Profetas y frenéticos
- 1992 - Nuevo orden
- 2017 - Conga!

### Colaboraciones
- El sonido de los suburbios (1993)
- Con el corazón aquí (1993), Asociación de Trabajadores del Rock (ATR).
- El verdadero rock chileno (1994)
- Claudio Narea (2000)

### Sencillos
- ¡Muévete, retuércete! (1991)